# Wijnand van der Sanden

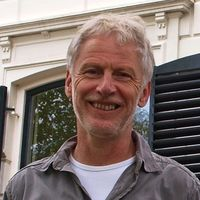
Wijnand van der Sanden

Wijnand Antonius Bernardus van der Sanden (* 1953 in Geldrop; auch Wijnand A.B. van der Sanden) ist ein niederländischer Prähistoriker.

## Leben
Van der Sanden wurde 1953 in Geldrop geboren. Nach seiner Schulzeit studierte er Kunstgeschichte und Klassische Archäologie an der Radboud-Universität Nijmegen und später Urgeschichte an der Reichsuniversität Groningen, wo er 1990 mit seiner Arbeit zu niederländischen Moorleichenfunden der Bronzezeit bis zur Römischen Zeit Mens en moeras: veenlijken in Nederland van de bronstijd tot en met de Romeinse tijd. promoviert wurde. In den Jahren 1987 bis 1997 war van der Sanden Kurator der archäologischen Abteilung des Drents Museum in Assen. Seit 1997 ist er Provinzialarchäologe der Provinz Drenthe. Van der Sanden war 1988–1999 Mitglied der Werkgroep Hunebedden (Arbeitsgruppe Megalithen) und ist seit 1988 Chefredakteur der archäologischen Abteilung des Nieuwe Drentse Volksalmanak.

## Leistungen
Seit 1987 befasst sich van der Sanden mit wissenschaftlichen Untersuchungen von Moorfunden aus der Provinz Drenthe, die er fortan vorantrieb und auch Thema seiner Dissertation wurden. Als Gastkurator organisierte 1995 im dänischen Silkeborg-Museum die Sonderausstellung über nordwesteuropäische Moorleichenfunde und verfasste den dazugehörigen Begleitband Vereeuwigd in het veen. der im deutschen den Titel Mumien aus dem Moor – Die vor- und frühgeschichtlichen Moorleichen aus Nordwesteuropa. trägt. Seit 1990 befasst er sich mit der wissenschaftlichen Überprüfung von Fundmeldungen und Funden von Moorleichen aus den Niederlanden und Deutschland, hier besonders aus dem Nachlass des Moorarchäologen Alfred Dieck. In seiner Eigenschaft als Provinzialarchäologe verfasste er mehrere Werke zu neolithischen Kulturen der Niederlande.

## Veröffentlichungen

### Monographien
- Mens en moeras: veenlijken in Nederland van de bronstijd tot en met de Romeinse tijd. In: Archeologische monografieën van het Drents Museum. Nr. 1. Drents Museum, Assen 1990, ISBN 90-70884-31-3 (niederländisch, Dissertation).
- Het meisje van Yde. Drents Museum, Assen 1994, ISBN 90-70884-61-5 (niederländisch).
- Mumien aus dem Moor - Die vor- und frühgeschichtlichen Moorleichen aus Nordwesteuropa. Drents Museum / Batavian Lion International, Amsterdam 1996, ISBN 90-6707-416-0 (niederländisch: Vereeuwigd in het veen.).
- Through nature to eternity - the bog bodies of northwest Europe. Drents Museum / Batavian Lion International, Amsterdam 1996, ISBN 90-6707-418-7 (englisch, niederländisch: Vereeuwigd in het veen.).
- mit Torsten Capelle: Götter, Götzen, Holzmenschen. Isensee, Oldenburg 2002, ISBN 3-89598-851-0 (dänisch, Originaltitel: Mosens guder.).
- Hunebedden: monumenten van een steentijdcultuur. Uniepers, Abcoude 2005, ISBN 90-6825-333-6 (niederländisch).
- Reuzenstenen op de es: de Hunebedden van Rolde. Waanders, Zwolle 2007, ISBN 978-90-400-8367-9 (niederländisch).
- mit Vincent van Vilsteren: Archeologie in Drenthe Themanummer Veenvondsten. Assen 2002 (niederländisch).
- mit Hans Dekkers: Gids voor de hunebedden in Drenthe en Groninge. WBOOKS, Zwolle 2012, ISBN 978-90-400-0704-0 (niederländisch).

### Artikel
- Alfred Dieck und die niederländischen Moorleichen: einige kritische Randbemerkungen. In: Niedersächsischer Landesverein für Urgeschichte (Hrsg.): Die Kunde N.F. Nr. 44, 1993, ISSN 0342-0736, S. 127–139.
- mit Johannes van der Plicht, A. T. Aerts, H. J. Streurman: Dating bog bodies by means of 14C-AMS. In: Journal of Archaeological Science. Nr. 31, 2004, ISSN 0305-4403, S. 471–491 (englisch, online [PDF; 388 kB; abgerufen am 16. Oktober 2009]).
- Wijnand van der Sanden: Moorleichenforschung in Europa, besonders mit Blick auf Deutschland. In: Landesmuseum für Natur und Mensch (Hrsg.): Museumsjournal Natur und Mensch: Naturkunde, Kulturkunde, Museumskunde. Nr. 6. Isensee, 2010, ISSN 1862-9083, S. 9–13.